# Vieux Phacochère
Vieux Phacochère (Vecchio facocero) est une nouvelle de l'écrivain italien Dino Buzzati, publiée en 1942 dans le recueil  I sette messaggerri.
La traduction en français paraît en 1968 dans le recueil Les Sept Messagers.

## Résumé
Un vieux phacochère songe avec amertume à sa vie. Mais sa rencontre avec des touristes, le pourchassant sur leur 4X4, l'amènera à une mort bien peu glorieuse. Et sans espoir de réincarnation. Ainsi en va-t-il, pour Buzzati, de la fin d'un vieux phacochère.

## Éditions françaises
- In Les Sept Messagers, recueil de vingt nouvelles de Dino Buzzati, traduction de Michel Breitman, Paris, Robert Laffont, coll. « Pavillons », 1968
- In Les Sept Messagers, Paris, UGE, coll. « 10/18. Domaine étranger » no 1519, 1982  (ISBN 2-264-00478-9)